# Ukraine International Airlines
Ukraine International Airlines (UIA) (ukrajinsky: Міжнародні Авіалінії України, česky Mezinárodní aerolinie Ukrajiny) je vlajková a největší letecká společnost Ukrajiny. Sídlí v Kyjevě, kde má na mezinárodním letišti Boryspil také hlavní leteckou základnu. Operuje vnitrostátní lety a mezinárodní lety do Evropy, Asie, Středního Východu a Severní Ameriky. Tato společnost vznikla v roce 1992 po rozpadu Sovětského svazu a konec závislosti na ruské společnosti Aeroflot. Kromě osobních letů provozuje také nákladní společnost UIA Cargo. V roce 2015 přepravila tato společnost 4,8 milionů cestujících.

## Praha
UIA operuje desetkrát týdně pravidelnou linku do hlavního města Česka, Prahy (2017). Tato linka byla převzata po již zaniklé ukrajinské společnosti Aerosvit, první let UIA na této lince se konal 31. března 2013. Od června 2016 byly k této lince přidány další dvě frekvence týdně. Tuto linku běžně obsluhují Boeingy 737 verze 800 a 900ER, nebo Embraery E190 a E195.
Nákladní pobočka UIA, Ukraine International Airlines Cargo létala od 3. srpna 2015 pravidelně také do Prahy. Letadlo Boeing 737-300F dopravoval zásilky pro společnost TNT. Létal linku Kyjev – Praha – Lutych (Liege) s dvěma frekvencemi týdně.

## Letecké nehody
- Let Ukraine International Airlines 752 – 8. ledna 2020 byl sestřelen Boeing 737-800 UIA krátce po vzletu z íránského hlavního města Teheránu . Zemřelo všech 176 lidí na palubě.

## Flotila

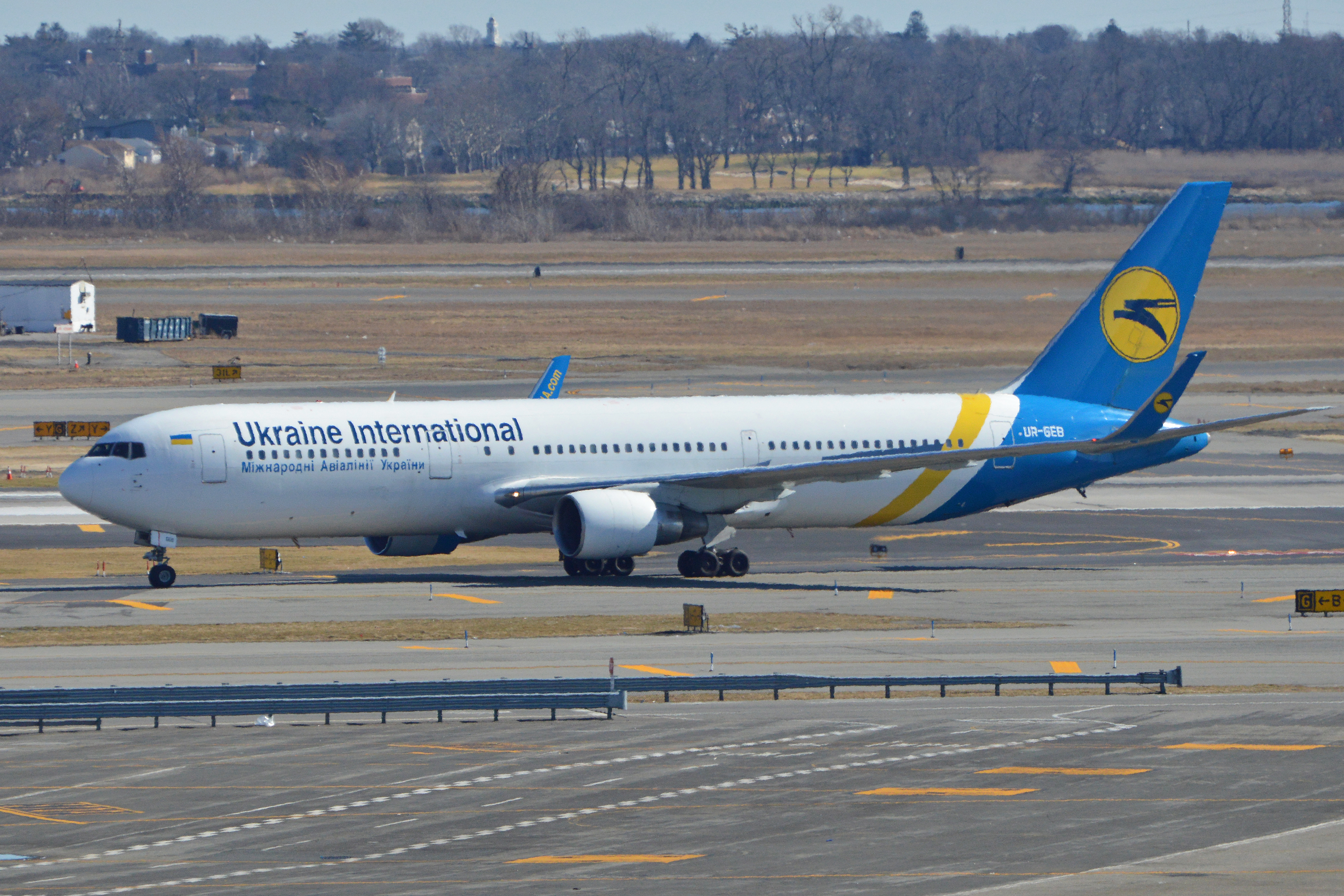
Boeing 767-300ER UIA

Flotila UIA čítala v březnu 2017 následující letadla: